# Torre Civica (Bormio)
La Torre Civica di Bormio, raramente Torre delle Ore e nel dialetto bormino Torre della Bajona è la torre campanaria dell'omonimo comune valtellinese. È la torre principale della cittadina e quella più conosciuta essendo ubicata nella Piazza principale, la Piazza Cavour. Insieme ad altre 31 torri che nell'epoca medioevale svettavano sulla contea, costituì parte del sistema difensivo del borgo essendo posizionata secondo le testimonianze che abbiamo sulle antiche mura che delimitavano i confini cittadini. 

## Storia[1][2]
Le prime testimonianze scritte sulla Torre risalgono al XIV secolo anche se è probabile fosse costruita uno o due secoli addietro. La torre prende il nome dalla Bajona, la grande campana che radunava i cittadini o rintoccava le ricorrenze importanti. La campana era originariamente custodita presso il Castello di San Pietro, un complesso difensivo situato sulle pendici del Monte Reit. Il castello domina sulla conca di Bormio e si trova ad un'altezza poco superiore rispetto a quella della Piazza. Esso venne distrutto insieme alla Contea di Bormio in seguito all'invasione comasca avvenuta nel 1376. Si decise così di spostare la Bajona sulla sommità della Torre. La campana nel XVII secolo è stata rifusa a seguito di vari danneggiamenti subiti anche da altri noti edifici del paese. Le due campane ottenute si sono mantenute fino ad ora e suonano ancora dalla cima della Torre.
La torre è anche stata oggetto di varie distruzioni: l'incendio avvenuto nel 1855 ha gravemente danneggiato la struttura architettonica e anche distrutto completamente il reparto Dossorovina, dove essa è ubicata. 

## La facciata
La facciata della Torre è dominata dall'orologio circondato da un affresco ora presente solo in piccola parte dove si notano nei quattro angoli gli stemmi di Bormio, una croce bianca in campo rosso. Con un perimetro alla base di circa 32 metri, presenta una merlatura a coda di rondine (ghibellina) che evidenzia il supporto all'imperatore della comunità.